# Красозов Іван Павлович
Іван Павлович Красозов (нар. 23 лютого 1910, селище Мангуш, тепер Мангушський район, Донецька область — пом. 5 вересня 1978, місто Донецьк) — український радянський діяч, гірничий інженер, начальник вугільного комбінату «Сталінвугілля». Герой Соціалістичної Праці (28.08.1948). Депутат Верховної Ради УРСР 5-го скликання. Кандидат технічних наук (1968).

## Біографія
Народився у грецькій селянській родині. Закінчив неповну середню школу, працював в колгоспі. У 1930 році закінчив курси із підготовки до вищого навчального закладу.
У 1937 році закінчив Дніпропетровський гірничий інститут. Трудову діяльність розпочав інженером шахти № 1 «Червона зірка» тресту «Чистяковантрацит» Сталінської області. Через декілька років був призначений головним інженером тресту.
У роки німецько-радянської війни перебував у евакуації в східних районах СРСР. Працював головним інженером вугільного тресту на Кузбасі, в місті Ленінськ-Кузнецький. Член ВКП(б) з 1943 року.
У 1943 році повернувся в Донбас і був призначений керуючим тресту «Зуєвоантрацит» Сталінської області. За його пропозицією була проведена повна реконструкція шахт «Контарна», «Ганна» і «Вікторія», які були перетворені на високомеханізовані вугільні підприємства. Разом з цим форсувалося будівництво і пуск дрібних шахт, здатних швидше дати антрацит, який був потрібний фронту. У серпні 1945 року трест «Зуєвоантрацит» першим у Сталінській області вийшов на рівень довоєнного видобутку вугілля.
З 1947 року — головний інженер комбінату «Сталінвугілля» Сталінської області. Доклав багато зусиль до впорядкування гірських робіт, механізації підготовчих робіт шляхом впровадження навантажувальних машин. Особисто керував випробуванням першого зразка вугільного комбайна «Донбас». До 1948 року шахти тресту перевершили довоєнний рівень механізації основних процесів видобутку вугілля. Це сприяло достроковому виконанню комбінатом державного річного плану.
Указом Президії Верховної Ради СРСР від 28 серпня 1948 року за видатні успіхи у справі збільшення видобутку вугілля, відновлення і будівництва вугільних шахт і впровадження передових методів роботи, що забезпечують значне зростання продуктивності праці, Красозову Івану Павловичу присвоєно звання Героя Соціалістичної Праці з врученням ордену Леніна і золотої медалі «Серп і Молот».
Надалі працював головним інженером тресту «Ворошиловградвугілля» Ворошиловградської області.
З червня 1955 по 1956 рік — начальник головного управління «Головсталінвугілля» («Головпівдендонбасвугілля») Міністерства вугільної промисловості Української РСР. З 1956 по 1961 рік — начальник комбінату «Сталінвугілля» Сталінської області.
У квітні — грудні 1961 року — заступник голови Ради народного господарства (раднаргоспу) Сталінського (Донецького) економічного адміністративного району.
У грудні 1961 — 1963 року — заступник голови Ради по координації та планування роботи раднаргоспів Донецько-Придніпровського економічного району.
У 1963—1975 р. — директор Донецького науково-дослідного вугільного інституту. Основні напрями наукових досліджень: удосконалення технології та розроблення засобів виймання вугілля, охорона, підтримка та кріплення гірських виробок.
З 1975 року — персональний пенсіонер союзного значення у місті Донецьку.
У селищі Мангуш ім'ям земляка названий сквер.

## Нагороди
- Герой Соціалістичної Праці (28.08.1948)
- два ордени Леніна (1.01.1948; 28.08.1948)
- три ордени Трудового Червоного Прапора (20.10.1943; 29.06.1966; 30.03.1971)
- медаль «За трудову доблесть» (29.08.1953)
- дві медалі «За трудову відзнаку» (17.02.1939; 4.09.1948)
- медалі
- знак «Шахтарська слава» трьох ступенів
- заслужений шахтар Української РСР (19.02.1970)